# سن-روک-دو-ریشولیو، کبک
سن-روک-دو-ریشولیو (به فرانسوی: Saint-Roch-de-Richelieu) شهری در منطقه شهری پیر-دو-سورل ناحیه مونترژی در استان کبک کانادا است. در سرشماری سال ۲۰۱۱ این شهر ۱٬۸۵۸ نفر جمعیت داشته‌است و مساحت آن ۳۴٫۸۶ کیلومتر مربع است.